# ジュリアス・アガホワ
ジュリアス・アガホワ（Julius Aghahowa, 1982年2月12日 - ）は、ナイジェリア・ベニンシティ出身の同国代表サッカー選手。ポジションはFW。得点を決めた際にバク転のゴールパフォーマンスをすることで知られる。

## 経歴

### クラブ

#### 初期
アガホワは地元警察のポリス・マシーンズでキャリアを始め、ベンデル・インシュランスFCに移籍した。アフリカユース選手権1999開幕前にデンマーク・セカンドディビジョンのFCミルティランと契約するも、大会で成功を収めたことで大きなクラブでプレーしたいとの思いから移籍を取りやめ、チュニジア王者エスペランス・スポルティーブ・ドゥ・チュニスへ加入。同シーズンにリーグ優勝を経験した。

#### シャフタール・ドネツク
2000-01シーズン途中にウクライナのFCシャフタール・ドネツクへ移籍200万ポンドで加入し、翌シーズンにリーグ優勝した。2006年のリーグ戦でアガホワは無得点に終わったものの、勝ち点が同数のため開催されたFCディナモ・キーウとの優勝決定戦では、交代出場するとロスタイムに決勝点を挙げ勝利に導いたことでマン・オブ・ザ・マッチに選出された。

#### ウィガン・アスレティック
2007年1月30日、労働許可書が下りたことでイングランドのウィガン・アスレティックFCへ移籍金210万ポンドで加入し、2月3日のポーツマスFC戦でデビューした。在籍1年半の間に得点を挙げることが出来ず、2008年6月20日にカイセリスポルと契約した。

#### シャフタール復帰
2009年7月4日、カイセリスポルから放出されたアガホワは自由移籍でシャフタール・ドネツクに復帰し、活躍を誓った。しかし、レギュラーの座を掴めず、2010-11シーズン初めにFCセヴァストポリへ貸し出され、2011-12シーズン終了後に放出された。

### 代表
ユース年代としては、母国で開催された1999 FIFAワールドユース選手権に出場し、翌2000年にシドニーオリンピックに出場。
A代表としては、翌年のアフリカネイションズカップ2000に18歳ながら参加。セネガルとの準々決勝で終了間際に同点を決めると、さらに延長戦で決勝点を決めたことで一躍注目を集めた。
2001年10月7日に行われた日本との親善試合では、後半10分に登場すると日本ディフェンス陣の網をかいくぐり、いとも簡単に同点弾を決めた。
アフリカネイションズカップ2002で得点王とベストイレブンに輝く。2002 FIFAワールドカップではグループリーグ敗退に終わり、スウェーデン戦の1得点がナイジェリア代表の総得点となった。

## 代表歴

### 出場大会
- ナイジェリア代表
  - 2002 FIFAワールドカップ

### 試合数
- 国際Aマッチ 32試合 14得点（2000年-2007年）[6]

| ナイジェリア代表 | 国際Aマッチ | 国際Aマッチ |
| 年               | 出場        | 得点        |
| ---------------- | ----------- | ----------- |
| 2000             | 4           | 3           |
| 2001             | 5           | 2           |
| 2002             | 12          | 7           |
| 2003             | 0           | 0           |
| 2004             | 5           | 1           |
| 2005             | 2           | 1           |
| 2006             | 3           | 0           |
| 2007             | 1           | 0           |
| 通算             | 32          | 14          |

## タイトル
クラブ
エスペランス・スポルティーブ・ドゥ・チュニス
- チュニジア・リーグ : 1999-2000

FCシャフタール・ドネツク
- ウクライナ・プレミアリーグ : 2001-02, 2004-05, 2005-06, 2009-10
- ウクライナ・カップ : 2001-02, 2003-04

個人
- アフリカネイションズカップ得点王 : 2002
- アフリカネイションズカップベストイレブン : 2002